# Gustaf David Hamilton
Gustaf David Hamilton, född 1699, död 1788, var en svensk greve och militär.

## Biografi
Gustaf David Hamilton var son till Hugo Hamilton af Hageby. Efter några års svensk militärtjänst blev Hamilton 1720 kapten vid det franska regementet Royal Suédois och deltog i polska tronföljdskriget. År 1741 blev han överste i svensk tjänst, 1747 generalmajor av infanteriet och 1755 generallöjtnant. Hamilton upphöjdes till greve 1751. I pommerska kriget erhöll han sommaren 1758 överbefälet men visade sig ganska obeslutsam och vacklande och kunde lika lite som sin företrädare Gustaf Fredrik von Rosen uträtta något av vikt. Då han på grund av detta fick skarpa förebråelser av kanslipresidenten Anders Johan von Höpken, begärde han i november 1758 sitt avsked inte bara från överbefälet utan även från krigstjänsten. Han ägnade sig härefter huvudsakligen åt sina gods i Skåne, framförallt Barsebäcks slott, vilket han skötte med för sin tid ovanlig framsynthet och driftighet och 1767 gjorde till fideikommiss inom sin släkt. I partipolitiken deltog han alltjämt som ivrig hattpartist, fick 1765 fältmarskalks titel och utnämndes 1778 till en av rikets herrar. Hamilton, som var känd för sina spirituella elakheter, skildras mycket sympatiskt av Johan Kristoffer Georg Barfod i Märkvärdigheter rörande skånska adeln.

## Familj
Hamilton var gift med Jakobina Henrietta Hildebrand, dotter till Jakob Henrik Hildebrand och Florentina Cornelia van Roeden tat Drakenstein. Han var far till Hugo och Adolf Ludvig Hamilton.

## Bilder

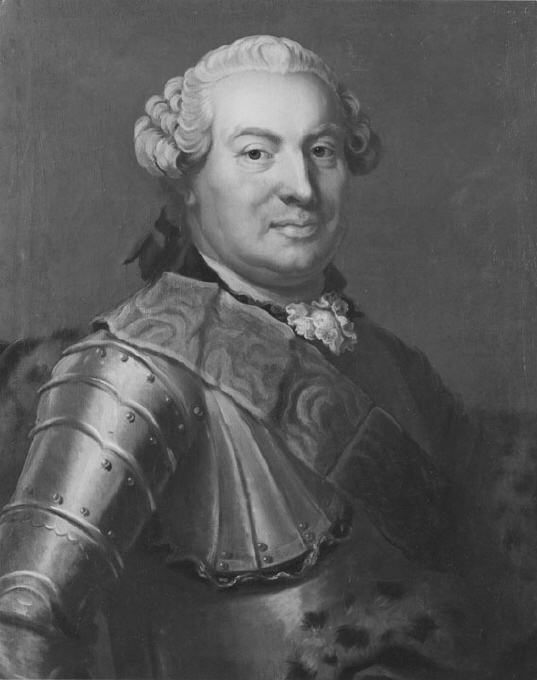
Gustaf David Hamilton iklädd rustning, och bärande Serafimerordens band över axeln.